# Reinhard Metz (Politiker)

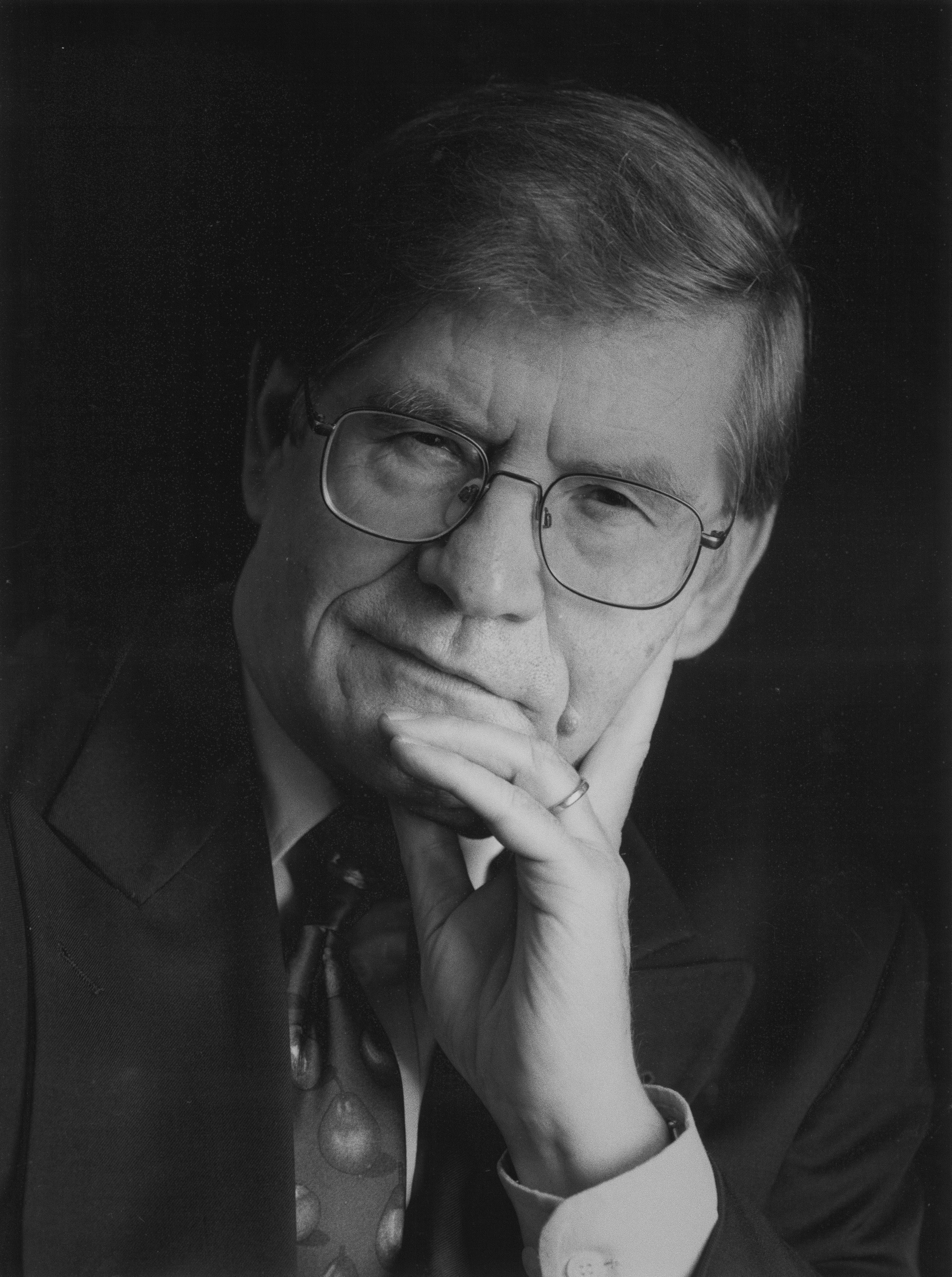
Porträt von Reinhard Metz, ca. 1995

Reinhard Metz (* 18. August 1937 in Hannover; † 9. Dezember 2009 in Bremen) war ein deutscher Politiker (CDU), Mitglied des Deutschen Bundestages, Präsident der Bürgerschaft der Freien Hansestadt Bremen und Staatsrat in Bremen.

## Biografie
Metz war der Sohn eines Landgerichtsdirektors. Der Bruder seines Urgroßvaters war der „Niedersächsische Turnvater“ Franz Wilhelm Metz.
Metz war seit 1974 verheiratet mit Renate Bunger und hatte drei Kinder und sechs Enkelkinder.

### Ausbildung, Beruf
Nach dem Abitur am Ratsgymnasium Hannover studierte er Rechts- und Wirtschaftswissenschaften. Er war seit 1965 als freier Journalist für verschiedene Tages- und Wochenzeitungen tätig und arbeitete u. a. für eine Bonner Tageszeitung.

### Politik
Seit 1961 war er Mitglied der CDU und von 1966 bis 1974 Landesgeschäftsführer der Jungen Union Bremen. 1971 wurde er zum ersten Mal in die Bremische Bürgerschaft gewählt. Er war seit 1974 über Jahrzehnte stellvertretender Landesvorsitzender der CDU Bremen. 1976 gelang es ihm, ein Mandat im Deutschen Bundestag zu erringen. 1987 kandidierte er als Spitzenkandidat der CDU bei der Bürgerschaftswahl in Bremen und wechselte danach in die Bremische Bürgerschaft, wo er von 1987 bis 1989 Fraktionsvorsitzender der CDU war.
Nach Bildung der Großen Koalition in Bremen 1995  übernahm Metz als erster CDU-Politiker das Amt des Präsidenten der Bremischen Bürgerschaft. Nach der Bürgerschaftswahl 1999 wechselte er in das Amt des Staatsrats beim Finanzsenator als Vertreter von Senator Hartmut Perschau. Nach der Bürgerschaftswahl 2003 gab Metz seine parlamentarische Arbeit auf. Danach war er in der Deputation für Kultur vertreten.
Für viele Jahre war er Mitglied im Briefmarkenbeirat der Bundespost. Er war Vorsitzender des Rundfunkrats von Radio Bremen und Vorsitzender der Bremer Senioren-Union.

### Ehrungen
- Metz war Träger des Bundesverdienstkreuzes 1. Klasse.